# Grad Bizeljsko
Grad Bizeljsko (nem. Wisell) je grajsko poslopje nad  vasjo Bizeljsko v občini Brežice. 

## Zgodovina
Leta 1278 se omenja vitez Eberhard von Visel, grad pa šele leta 1404 kot castrum Vysell. Po vitezih Bizeljskih so grad upravljali vitezi s Kozjega (Janž s Kozjega leta 1404), gospodje Dobrnski (Žiga in Andrej Dobrnski (1421)) in Soteški (Henrik in Jošt Soteški (1458)), leta 1532 so Bizeljsko dobili v fevd grofje Tattenbachi, ki so posest okoli  leta 1608 pridobili (odkupili) v dedno last. Leta 1749 je bila lastnica grofica Valburga Baumgarten (rojena Tattenbach). Leta 1764 so si kot lastniki gradu sledili grofje Wildensteini oziroma grof Kajetan Wildenstein, leta 1803 grofica Maria Anna Dietrichstein. Leta 1820 je bil lastnik Franc Hirschhofer, nato pa je leta 1858 bizeljsko gospoščino kupil knez Weriand Alois Windischgräetz in jo združil s gradom Kunšperkom.

### Novejša zgodovina
V obdobju med obema vojnama je bil lastnik gradu sicer grof Giovanni (Johann) Ceschi a Santa Croce (zet kneza Huga Verianda Windischgrätza), ki pa v njem ni živel, ampak je za grad s posestvom skrbel ne preveč zavzet in sposoben oskrbnik.  
Oktobra 1941 se je baron Nikolaus Maasburg poročil z grofico Christiane Ceschi a Santa Croce (vnukinjo Huga Verianda Windischgrätza), s katero pa sta od poroke dalje živela na bizeljskem gradu, ki ga je Christiane dobila v doto. Kljub Nikolausovi pogosti odsotnosti je žena uspela sanirati dotlej neuspevajoče posestvo, obnovila je grad in grajsko kapelo, med drugo svetovno vojno pa na gradu pred nemškimi okupatorji skrivala družino Šribar iz Kamnika, odvetnika Georga von Thuna in tudi judovsko prijateljico Friederike Sizzo de Noris. V letih 1942 in 1944 sta se jima na Bizeljskem rodila sin Johannes Baptist in hči Marie Luise. Zakonca sta imela na gradu Bizeljsko tudi radijski oddajnik, s katerim sta pošiljala informacije britanski obveščevalni službi MI5, kar je bilo takrat smrtno nevarno. Christiane je partizanom osebno prala, kuhala in jih na gradu tudi skrivala (bala se je izdajalstva zaposlenih), od pomladi 1944 pa jih zalagala z živino in konji. Tudi Nikolaus je vzdrževal stike s partizani in z drugimi antifašističnimi plemiči (Auerspergi, Windischgrätzi in Attemsi), partizanom pa s pomočjo dr. Šribarja dostavljal informacije, orožje ter strelivo, kar so partizani sprejemali, kljub temu, da je Nikolaus v Ozni veljal za antikomunista.
Med vojno je Nikolaus kot tajni agent deloval v vojaški obveščevalni službi Abwehr v Salzburgu in Celovcu. Kljub pisnim zagotovilom, da bodo partizani maasburgovo družino po vojni zaščitili, se to ni zgodilo. Christiano von Maasburg, z dvema majhnima otrokoma, njeno bolno mater ter družinsko prijateljico so po vojni oblasti zaprle v Brežicah. Tam so jih čez nekaj tednov natovorili v vagone ter odpeljali preko meje v begunsko taborišče pri Lipnici, od koder jim je uspelo pobegniti, vendar so ostali brez vsega imetja, grad in posestvo pa so bila podržavljena.

Od leta 1971 na gradu živi družina Klakočar, ki se ukvarja z vinarstvom.

## Arhitektura
Ohranjena je grajska kapela sv. Hieronima iz leta 1623, katere zanimivost je dvonadstropni kor – en izmed zelo redkih primerov v Sloveniji, še posebej, ko gre za kapele. Sobane z uničenimi freskami v tehniki Trompe l'oeil hranijo tridimenzionalno iluzionistično v prostor segajočo štukaturo.
Grajska glavna stavba ima sicer obnovljeno streho, notranja oprema (predvsem grajska kapela) in gradu pripadajoče stavbe pa so zaradi nezadostnega vzdrževanja s strani države prepuščene nezadržnemu propadanju.

## Galerija
- Del pročelja z južnim stolpom
- Notranje dvorišče
- Propadajoči glavni oltar kapele svetega Hieronima
- Štukatura
- Grad Bizeljsko (Georg Matthäus Vischer); v: Topografija Vojvodine Štajerske, Gradec 1681. V ozadju desno Cerkev sv. Marjete, Kunšperk, danes v ruševinah.
- Grad Bizeljsko (Jozef Franz Kaiser); v: Litografirani pogledi na štajerska mesta, trge in gradove, Gradec 1830
- Najstarejša upodobitev klopotca, ki je upodobljen kot vetrnica s šestimi kraki